# Geotrupes baicalicus
Geotrupes baicalicus es una especie de coleóptero de la familia Geotrupidae. Habita en Europa y Asia Central.
- Datos: Q2232404
- Especies: Geotrupes baicalicus